# 篠原知宏
篠原 知宏（しのはら ともひろ）は、日本の漫画家。

## 人物
『鈍色の箱の中で』の連載中に妊娠、出産をした。
弓道経験者である。

## 作品リスト

### 連載
- 鉄腕ブレイク（『週刊少年マガジン』2008年6号 - 同年18号）
- ねらいうち!（『マガジンSPECIAL』2011年No.11[4] - 2014年No.3）
- ボーイ♂スカート（『ミラクルジャンプ』2014年12月号[5] - 2015年5月号、2015年11月号 - 2016年5月号）
- 鈍色の箱の中で（『LINEマンガ』2017年4月28日[6] - 2020年7月24日）
- メス漫。（『マガジンポケット』2017年11月3日[7] - ） - 単行本未刊行。
- 壬生の狼、猫を飼う〜新選組と京ことば猫〜（『ガンガンONLINE アプリ版』2021年4月7日[8] - 2022年）
- マドンナリリー（『コミックDAYS』2022年11月[9] - 2023年7月）

### 読み切り
- まっすぐ（『マガジンワンダー増刊』2004年9月11日号）[注釈 1]
- 踊るタクト（『マガジンワンダー増刊』2005年Vol.2）
- ハヤテの麺（『週刊少年マガジン』2010年51号[10]、同年52号） ※監修：石山勇人
- ねらいうち！（『マガジンSPECIAL』2011年No.6）
- お城の天辺に住まうキミ（『ゼノン編集部』2023年10月20日[1]） - サイトの開設4周年を記念した企画「特別読切13連弾」第1弾作品[11]。

### 書籍
- 『鉄腕ブレイク』、講談社〈講談社コミックス〉2008年、全2巻
- 『ねらいうち!』、講談社〈講談社コミックス〉2012年 - 2014年、全5巻
- 『ボーイ♂スカート』、集英社〈ヤングジャンプ コミックス〉2015年 - 2016年、全2巻
- 『鈍色の箱の中で』、LINE Digital Frontier〈LINEコミックス〉2017年 - 2020年、全7巻
- 『壬生の狼、猫を飼う〜新選組と京ことば猫〜』、スクウェア・エニックス〈ガンガンコミックスONLINE〉2021年 - 2022年、全3巻
  1. 2021年9月10日発売[12][13]、ISBN 978-4-7575-7480-9
  2. 2022年2月12日発売[14]、ISBN 978-4-7575-7746-6
  3. 2022年7月12日発売[15]、ISBN 978-4-7575-8028-2
- 『マドンナリリー』、講談社〈モーニングKC〉2023年、全2巻
  1. 2023年3月8日発売[16][17]、ISBN 978-4-06-530892-9
  2. 2023年9月13日発売[18]、ISBN 978-4-06-532912-2
- 『嫁姑の推し活』KADOKAWA、2024年10月31日発売[19][20]、ISBN 978-4-04-897802-6